# Phục bích tại Tây Ban Nha
Phục bích (tiếng Trung: 復辟), còn được phiên âm là phục tích hay phục tịch, nghĩa đen là "khôi phục ngôi vua" là trường hợp một quân chủ đã từ nhiệm hoặc đã bị phế truất hay từng bị lật đổ bởi các cuộc cách mạng và đảo chính trong nước, thậm chí phải lưu vong do nạn ngoại xâm nhưng sau đó khôi phục lại được ngôi vị của mình. Dưới đây liệt kê những cuộc phục bích tại Tây Ban Nha.

## Vương quốc
- Nuño Nuñez (tại vị: 897–901, phục vị: 904–909, tái phục vị: 914–915)

Năm 901, Nuño Nuñez mất quyền kiểm soát vương quốc Castilla, bởi vua cha Alfonso III đã bổ nhiệm Bá tước Gonzalo Téllez ngồi vào vị trí này. Năm 904, ông đã khôi phục lại địa vị cũ. Năm 909, Nuño Nuñez ủng hộ cuộc nổi loạn của các con trai Alfonso III chống lại cha, vua Asturias, người sau khi thoái vị đã đưa Garcia lên ngai vàng của León và hai em trai, Ordoño II và Fruela II, tương ứng trên ngai vàng của Galicia và Asturias. Sau ngày này, Nuño Nuñez rời khỏi Castile, chuyển đến Vương quốc León, người anh em họ Gonzalo Fernández de Burgos lên ngôi. Đến năm 914, theo lệnh vua Ordoño II Nuño Nuñez trở lại cai trị Castilla cho đến khi ông mất vào năm sau.
- Gonzalo Fernández de Burgos (tại vị: 909–914, phục vị: 915–916, tái phục vị: 931–932)

Năm 914, Gonzalo Fernández de Burgos được thay thế bởi anh em họ của ông, Nuño Nuñez. Việc này thực thi theo lệnh của vua mới León, Ordoño II về nguyên tắc luân phiên lãnh đạo quận. Nhưng năm 915, Nuño Nuñez bất ngờ tạ thế, Gonzalo Fernández de Burgos trở lại quyền lực. Năm 916, Fernando Ansúrez I làm chủ Castilla, Gonzalo Fernández de Burgos chuyển đến Vương quốc León nhận nhiệm vụ mới, ông từng xuất hiện trong một hội nghị của Leonese quý tộc vào năm 920, trước trận chiến Valdejunquera.

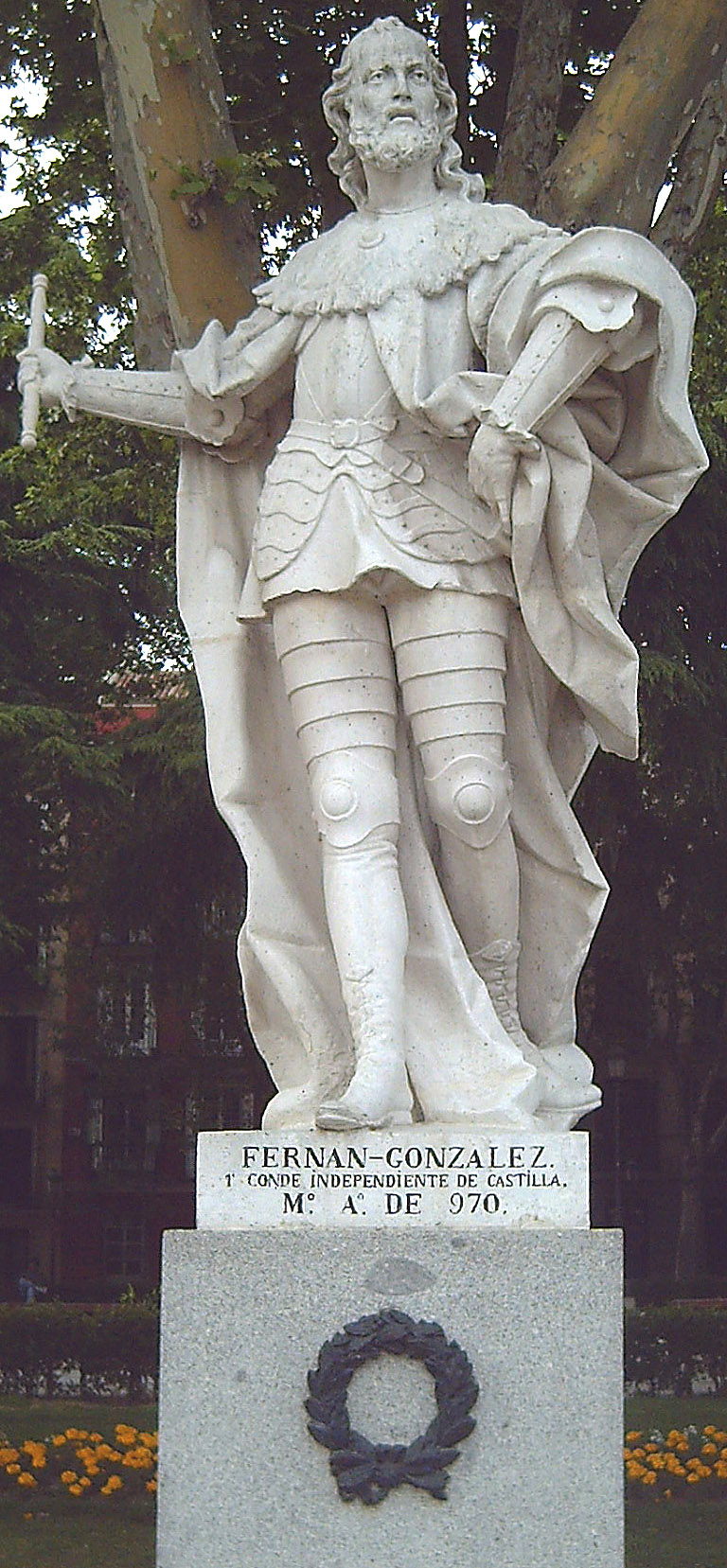
Fernán González

Năm 931, sau cái chết của Gutier Núñez, Gonzalo Fernández de Burgos được vua Ramiro II đưa trở lại làm vua xứ Castilla lần thứ ba cho đến khi mất vào năm sau.
- Fernando Ansules I (tại vị: 916–920, phục vị: 926–929)

Năm 920, sau trận chiến Valdejunquera, Fernando Ansules I bị các tướng lĩnh quân sự cấp cao quyết định phế truất, vì lý do ông không đến kịp cùng với quân đội của mình để chỉ huy cuộc chiến, Fernando Ansules I theo tu viện của San Pedro de Cardeña và được thay thế bởi Nuño Fernández. Năm 926, Fernando Ansules I đánh bại Nuño Fernández, qua đó giành lại quyền lực cho mình.
- Fernán González (tại vị: 931–944, phục vị: 945–970)

Năm 944, Fernán González và Diego Muñoz đã thực hiện chế độ chuyên chế chống lại vua Ramiro II, và vẫn chuẩn bị chiến tranh. Nhưng vua Ramiro II đã đánh bại và bắt sống họ, một người ở León và người kia ở Gordon, hai người đều bị giam cầm trong tù, vua Ramiro II đã trao lại chính quyền ở Castile cho Infante Sancho và Bá tước Ansur Fernández. Sau khi nhốt Fernán González ở tù khoảng một năm, Ramiro II đã thả kẻ phản bội cho phép phục vị, nhưng không phải trước khi ông thề trung thành, mà để tôn trọng thỏa thuận, ngay sau đám cưới diễn ra giữa con gái của ông, Urraca Fernández, và con trai riêng của nhà vua và người thừa kế, Ordoño III.

## Vương quốc León
Triều đại Astur-Leonese:
- Sanche I (tại vị: 956–958, phục vị: 960–966)

Năm 958, giới quý tộc của Leon quyết định sa thải nhà vua Sanche I vì bệnh béo phì, điều này ngăn cản ông cưỡi ngựa. Ordoño IV, được trao vương miện tại Santiago de Compostela với sự giúp đỡ của Bá tước Ferdinand González. Sanche I phải lánh nạn ở Pamplona, ở đó ông nhờ sự giúp đỡ của Caliph ở Cordoba, người đã gửi bác sĩ và nhà ngoại giao Hasdai ben Shatprut của mình đến Pamplona để chăm sóc cho cựu vương thừa cân, do việc điều trị kéo dài nên Sanche I được mời đến Cordoba. Vào năm 959, Sanche I đã chữa lành bệnh, ông quyết tâm giành lại ngai vàng sau khi chiếm Zamora. Thủ đô León được lấy vào năm sau và Ordoño IV buộc phải lánh nạn ở Asturias, sau đó chạy sang Burgos, ông này cố gắng vô ích để có được sự giúp đỡ của Abd al-Rahman III nhằm tái chiếm vương quốc của mình nhưng thất bại. Về phần Sanche I, ông đã làm mới lại nền hòa bình được Ordoño IV thông qua với caliph, hoàn tất việc trao mười pháo đài để trả giá cho sự can thiệp quân sự của họ.

## Nhà nướcCaliphate Córdoba
- Abu l-Walid Hischam II. al-Mu'ayyad bi-llah (976–1009, phục vị: 1010–1013)

Năm 1009, trong khi Abd al-Rahman Sanchuelo tiến hành chiến tranh chống lại Alfonso V ở León, Muhammad II al-Mahdi đã chiếm lấy ngai vàng từ tay Abu l-Walid Hischam II. al-Mu'ayyad bi-llah sau đó bắt giữ ông làm con tin ở Cordoba. Vào tháng 11 cùng năm, chỉ vài tháng sau khi bắt đầu sự kiểm soát của mình với tư cách là người cai trị Caliphate, Muhammad II al-Mahdi đã bị lật đổ bởi một đội quân Berber chủ yếu của Sulaiman al-Mustain trong trận chiến Alcolea. Sau trận chiến, Muhammad II al-Mahdi bị đày đến Toledo, lúc đó Sulaiman al-Mustain đã bao vây thành phố Cordoba, giải thoát Abu l-Walid Hischam II. al-Mu'ayyad bi-llah khỏi nhà tù diễn ra dưới sự cai trị của Muhammad II al-Mahdi. Sulayman ibn al-Hakam được quân đội Berber của ông bổ nhiệm làm Caliphate và duy trì vị trí đó cho đến khi Muhammad II al-Mahdi tái chiếm lãnh thổ vào tháng 5 năm 1010. Cuối cùng, quân Slav của Caliphate dưới thời Al-Wahdid đã khôi phục Abu l-Walid Hischam II. al-Mu'ayyad bi-llah thành Caliphate vào cuối năm đó.
- Muhammad II al-Mahdi (tại vị: 1009, phục vị: 1010)

Năm 1009, Muhammad II al-Mahdi lật đổ được Abu l-Walid Hischam II. al-Mu'ayyad bi-llah nhưng không giữ nổi ngai vàng, bởi sau đó Sulaiman al-Mustain đã hưng binh thảo phạt khiến ông bị bắt làm tù binh. Năm 1010, tuy ông trốn thoát khỏi nơi giam giữ, cố gắng tái chiếm lãnh thổ nhưng lại chịu thất bại bởi Al-Wahdid nên đành phải rút lui khỏi chính trường.
- Sulaiman al-Mustain (tại vị: 1009–1010, phục vị: 1013–1016)

Năm 1010, Sulaiman al-Mustain bị mất ngôi bởi quân Slav của Caliphate dưới thời Al-Wahdid đã khôi phục Abu l-Walid Hischam II. al-Mu'ayyad bi-llah. Đến khi Abu l-Walid Hischam II. al-Mu'ayyad bi-llah bị giết bởi Berbers vào ngày 19 tháng 4 năm 1013 thì Sulaiman al-Mustain đã quay trở lại phục bích, chính sách nhượng bộ của ông đối với quân đội và lãnh đạo Berbers, Ả Rập và "nô lệ", đã giảm hiệu quả quyền lực của caliphate xuống chỉ còn Córdoba. Trong khi đó, Zirids của Granada đã hình thành một triều đại độc lập. Năm 1016, Córdoba đã bị tấn công bởi một đội quân Berber lớn dưới quyền thống đốc của vua Lutudid, Sulaiman al-Mustain bị cầm tù và ngay sau đó bị chặt đầu.
- Al-Qasim al-Ma'mun ibn Hammud (tại vị: 1018–1021, phục vị: 1023)

Năm 1021, Al-Qasim al-Ma'mun ibn Hammud bị mất ngôi bởi người cháu ruột Yahya ibn Ali ibn Hammud al-Mu'tali phải đi lánh nạn ở Seville. Năm 1023, ông đánh bại Yahya ibn Ali ibn Hammud al-Mu'tali để giành lại ngôi báu, nhưng chưa bao lâu bị lật đổ bởi đảng Umayyad, họ đã đưa Abd ar-Rahman V lên làm caliphate.

## Nhà nướcCaliphate Córdobavà Taifa củaMálaga
- Yahya ibn Ali ibn Hammud al-Mu'tali (tại vị: 1021–1023, phục vị: 1025–1026, tái phục vị: 1027–1035)

Năm 1023, Yahya ibn Ali ibn Hammud al-Mu'tali chấp nhận thua người chú ruột Al-Qasim al-Ma'mun ibn Hammud. Nhưng Al-Qasim al-Ma'mun ibn Hammud cũng chẳng giữ nổi địa vị khi đảng Umayyad đưa Abd ar-Rahman V lên ngôi, năm 1023 Abd ar-Rahman V bị sát hại bởi một đám đông công nhân thất nghiệp, đứng đầu là một trong những người anh em họ của ông ta. Năm 1024, Muhammad bin 'Abd ar-Rahman bin' Obayd Allah nắm giữ quyền lực, đến năm 1025 thì quần chúng nổi dậy đánh đuổi ông này, Muhammad bin 'Abd ar-Rahman bin' Obayd Allah bỏ trốn sang Zaragoza. Sáu tháng sau, nhân dân kêu gọi Yahya ibn Ali ibn Hammud al-Mu'tali phục bích. Vào năm 1026, các cuộc bạo loạn xảy ra ở Córdoba đã gây ra sự kết thúc cuối cùng của triều đại Hammudid, người dân đã trục xuất Yahya ibn Ali ibn Hammud al-Mu'tali và bầu ra vị caliphate cuối cùng, Umayyad Hisham III. Sau khi bị trục xuất dứt khoát khỏi Córdoba, năm 1027 Yahya ibn Ali ibn Hammud al-Mu'tali đã tạo ra vương quốc độc lập ở Málaga, nơi ông cai trị cho đến khi qua đời.

## Taifa củaMálaga
- Idris II al-Ali (tại vị: 1042–1047, phục vị: 1053–1055)

Năm 1046, có một cuộc nổi loạn chống lại Idris II al-Ali bắt đầu ở pháo đài Ayrus, nơi hai anh em họ của ông, Muhammad I ibn al-Qasim và al-Hassan đang bị cầm tù. Đến năm 1047, Idris II al-Ali đi săn mà không biết chuyện gì đang xảy ra, nhưng ngay khi ông băng qua các bức tường của thành phố, những kẻ bạo động đã đóng cửa và tung hô Muhammad I ibn al-Qasim là caliphate. Năm 1053, Idris III al-Sami giành quyền kiểm soát Málaga, nhưng chỉ ít lâu sau Idris II al-Ali đã quay trở lại ngôi báu. Đến năm 1055, khi Muhàmmad II quật khởi thì Idris II al-Ali mới thất bại và bị tiêu diệt hoàn toàn.

## Triều đại Bourbon

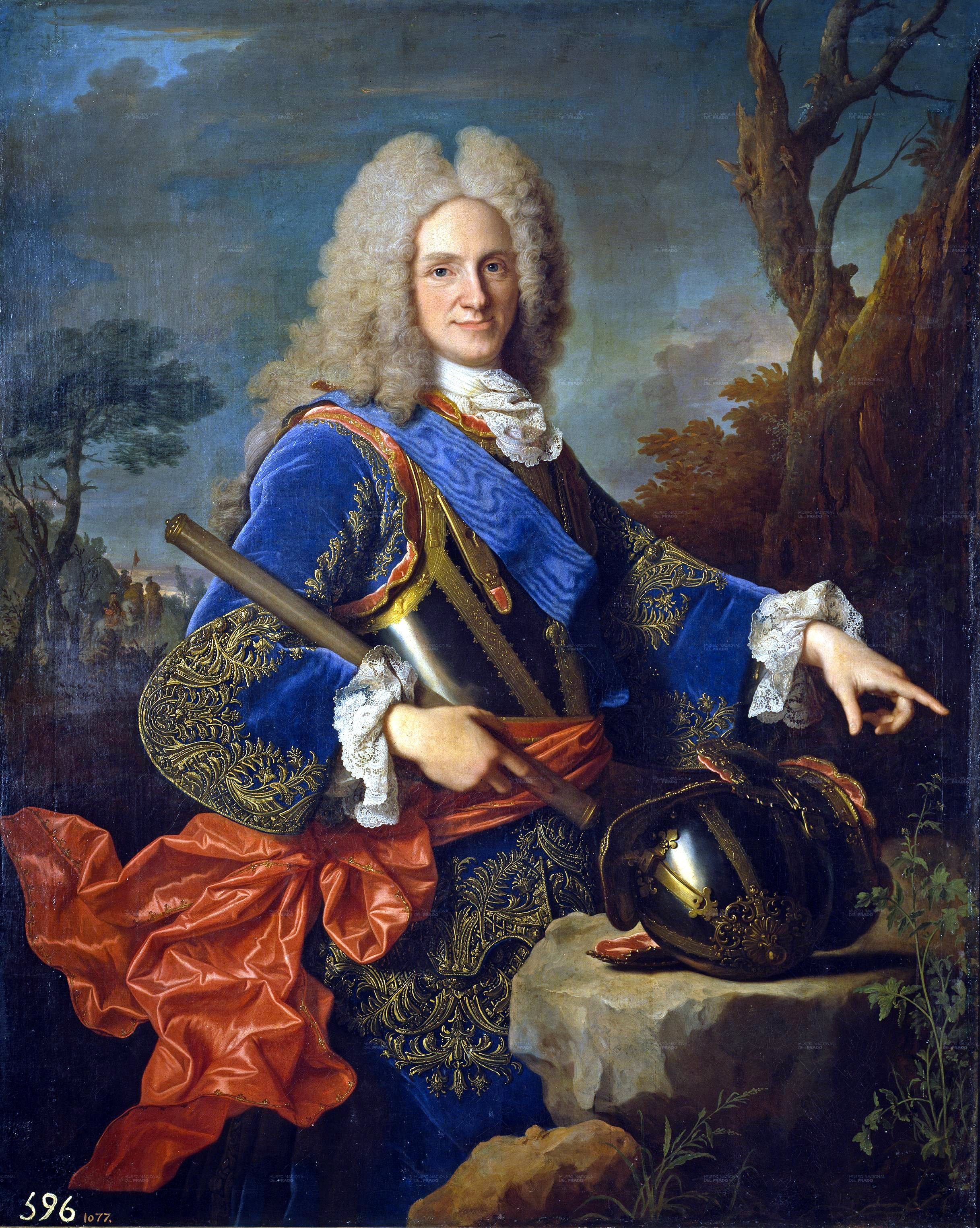
Philip V

- Philip V (tại vị: 1700-1/1724, phục vị:8/1724-1746)

Năm 1724, vua Philip V nhường ngôi cho con trai là Luis I. Tuy nhiên cuộc thay bậc đổi ngôi này chỉ kéo dài được bảy tháng thì Luis I qua đời vì bệnh đậu mùa, Philip V buộc phải lên ngôi lần thứ hai vì hoàng tử thứ hai của ông, về sau là vua Ferdinand VI chưa đến tuổi trưởng thành. Lý do của hành động thoái vị này hiện còn đang bị tranh cãi, một giả thuyết cho rằng Philip V, người đã biểu hiện nhiều yếu tố bất ổn về tinh thần trong suốt triều đại của ông, không muốn cai trị do đầu óc căng thẳng. Giả thuyết thứ hai cho rằng sự thoái vị này đến từ nội bộ gia tộc Bourbon, các thành viên trong hoàng gia Pháp gần dây tử vong rất nhiều do bệnh tật. Từ khi Philip V thoái vị chỉ một tháng sau cái chết của Công tước Orléans, người nhiếp chính cho vua Louis XV, việc thiếu người thừa kế có thể dẫn đến nguy cơ về cuộc chiến tranh mới trên lục địa. Philip V là một hậu duệ hợp pháp của Louis XIV, nhưng vấn đề trở nên phức tạp bởi Hiệp ước Utrecht, cấm một liên minh cá nhân giữa Pháp và Tây Ban Nha. Giả thuyết giả định rằng Philip V hy vọng rằng bằng cách thoái vị ở Tây Ban Nha, ông có thể phá vỡ Hiệp ước và được quyền lên ngôi vua ở Pháp.
- Fernando VII (tại vị: 1808, phục vị: 1813–1833)

Năm 1808, một cuộc nổi dậy đã diễn ra ở Tây Ban Nha và quốc vương Carlos IV buộc phải tuyên bố thoái vị để nhường ngôi cho con trai là Fernando VII. Chẳng bao lâu, Napoléon I của đệ nhất đế chế Pháp đem quân sang, phế truất Fernando VII để lập anh trai mình là Joseph I lên làm vua Tây Ban Nha. Năm 1812, Fernando VII đề xuất hiến pháp tự do với Joseph I cho nên vị vua này mới quay về Pháp trao quyền nhiếp chính Tây Ban Nha cho ông. Năm 1813, Napoléon I chấp nhận hiến pháp tự do nên đồng ý cho Fernando VII trở lại ngai vàng, nhưng phải chờ sau khi Đế chế Napoléon I sụp đổ, Fernando VII mới chính thức khôi phục được quyền lực thực sự của mình.